# 迪蒂孔
迪蒂孔（德語：Dietikon）是苏黎世州迪蒂孔区的市镇，也是迪蒂孔区的首府。该市镇面积为9.34平方公里，海拔高度388米，2018年12月31日人口为27,236人，其中四成居民信奉羅馬天主教。

## 外部連結
- Official website （德文）